# Minihippus kikuyu
Minihippus kikuyu är en insektsart som beskrevs av Nicholas David Jago 1996. Minihippus kikuyu ingår i släktet Minihippus och familjen gräshoppor. Inga underarter finns listade i Catalogue of Life.